# قيصوم فواح
القيصوم الفواح (الاسم العلمي: Achillea santolinoides) نوع نباتي يتبع جنس القيصوم من الفصيلة النجمية.